# Pierre Duchesne (lieutenant-gouverneur)
Pour les articles homonymes, voir Duchesne et Pierre Duchesne.
Pierre Duchesne, né le 27 février 1940 à La Malbaie, est un haut fonctionnaire canadien. Il est lieutenant-gouverneur du Québec du 7 juin 2007 au 24 septembre 2015.

## Biographie

### Formation et carrière gouvernementale
Né dans une famille de dix enfants, Pierre Duchesne entre au séminaire de Chicoutimi en 1955 afin de terminer ses études classiques. Ayant ensuite obtenu une licence en droit de l'Université Laval, il exerce quelques années, à compter de 1966, la profession de notaire à Sept-Îles, avant d'entamer une carrière de haut fonctionnaire à l'Assemblée nationale du Québec, où, de 1974 à 1984, il occupe successivement les fonctions de secrétaire adjoint, directeur général des services législatifs et secrétaire général adjoint. De 1984 à 2001, il est secrétaire général de l'Assemblée nationale, pour ensuite devenir conseiller spécial de cette même institution jusqu’à la fin de l'année 2003.
Au cours de ses années à l'Assemblée nationale, Pierre Duchesne agit comme conférencier lors de nombreuses réunions d’associations professionnelles et publie une série d’articles portant sur la procédure et l’administration parlementaires dans des revues spécialisées québécoises, canadiennes et du Commonwealth.
Il dirige la publication de La Procédure parlementaire du Québec et est l’auteur du Règlement annoté de l’Assemblée nationale, deux importants ouvrages traitant des procédures parlementaires en vigueur à l'Assemblée nationale.

### Lieutenant-gouverneur du Québec

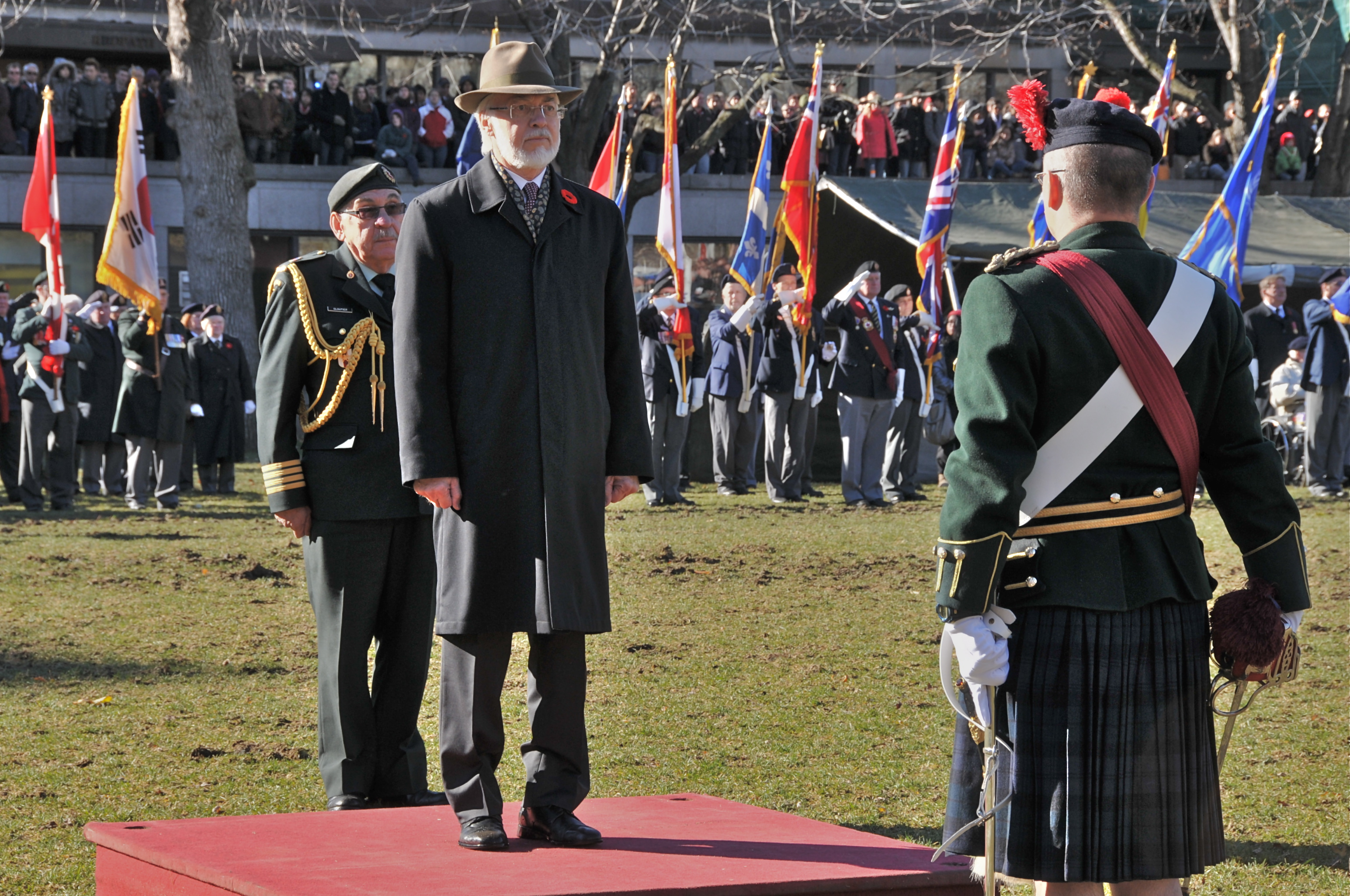
Pierre Duchesne lors d'une cérémonie commémorant le Jour du Souvenir en 2010.

Le 18 mai 2007, le premier ministre du Canada, Stephen Harper, annonce la nomination de Pierre Duchesne au poste de lieutenant-gouverneur du Québec, succédant ainsi à Lise Thibault. Il est assermenté le 7 juin 2007.
Contrairement à sa prédécesseure, il mène son mandat dans un grand anonymat. Il participe à très peu d'événements publics et son agenda indique plusieurs périodes creuses. Il renoue avec la tradition, abandonnée depuis 1966, qui consistait à faire frapper son effigie et ses armoiries personnelles sur une médaille. En 2010, il refuse de se présenter à une commission parlementaire de l'administration publique où on désirait connaître la gestion des fonds publics qui lui sont confiés.
Son mandat est renouvelé en 2012. Après avoir occupé ses fonctions pendant huit ans, il est remplacé en 2015 par Michel Doyon.

## Honneurs
- 2001 : Officier de l’ordre de la Pléiade[7].

## Héraldique
Pierre Duchesne s'est vu concéder des armoiries le 20 mars 2009 par l'Héraut d'armes du Canada.
| Confide Tibi Et Persevera |
| ------------------------- |

| L'écu de Pierre Duchesne se blasonne ainsi : De gueules à la fasce dentelée d’argent chargée d’une burèle d’azur, au chêne arraché d’or fruité de gueules;« Le chêne évoque le nom de famille de Son Honneur. Ses trois racines apparentes évoquent les trois enfants que Son Honneur a eu de son mariage avec Mme Ginette Lamoureux. Les sept fruits représentent non seulement leurs petits-enfants mais également tous leurs descendants à venir. La bande horizontale, nette et constante, évoque symboliquement le droit (notariat) et les travaux de Son Honneur sur la procédure et l’administration parlementaires. Elle représente le chemin de sa vie et sa longue carrière au service des citoyens et parlementaires. Cette bande bleue évoque également la mer et aussi le vécu de Son Honneur près de l’eau. Les bandes dentelées en miroir représentent les montagnes de Charlevoix, visibles depuis L’Isle-aux-Grues. » |